# 나는 참을 수 없다
"나는 참을 수 없다"는 1970년 공개된 대한민국의 영화이다.

## 배역
- 황해
- 김지미
- 최무룡
- 이예춘